# Der kalte Sommer des Jahres 53
Der kalte Sommer des Jahres 53 (russisch Холодное лето пятьдесят третьего) ist ein sowjetischer Film  von 1988 über Ereignisse in einem Dorf im Jahre 1953. Er wurde der dritterfolgreichste Film des Jahres und erhielt mehrere Preise. In der DDR wurde er 1988 beim Festival des sowjetischen Films gezeigt, danach aber verboten. 1989 kam er in einige Kinos der Bundesrepublik Deutschland.

## Handlung
In einem abgelegenen sibirischen Dorf sitzen zwei politische Gefangene ihre langjährigen Strafen ab: Der frühere Chefingenieur Kopalytsch, und Lusga, ein früherer Anführer der Feldaufklärung an der Weißrussischen Front.
Im Jahre 1953, dem Todesjahr Stalins, erlässt Innenminister Beria eine große Amnestie, in deren Rahmen Zehntausende Verbrecher freigelassen werden. Infolgedessen steigt die Kriminalität stark an und das Land gerät in eine kritische Lage.
Eines Tages wird das Dorf, in welchem Kopalytsch und Lusga ihre Strafe abbüßen, von einer Verbrecherbande bedroht, die vorhaben, alle Bewohner umzubringen. Der stolze Lusga, obwohl von den Herrschenden in seinem Land verraten und gedemütigt, entschließt sich, sein Leben aufs Spiel zu setzen, und rettet die Dorfbewohner vor der Verbrecherbande, indem er die Kriminellen allesamt liquidiert.
In der Schlussszene begegnen und erkennen sich die Gulag-Überlebenden nach der Entlassung, unerkannt für die Passanten.

## Produktion
Die Aufnahmen entstanden in verschiedenen Orten, die Schlussszene in Moskau im Park am Jauzki Bulevar 2/16.
Der bekannte Schauspieler Alexander Papanow spielte hier seine letzte Rolle vor seinem Tod.

## Aufführungen
Der Film kam Anfang 1988 in die sowjetischen Kinos und wurde der dritterfolgreichste Film des Jahres 1988 mit 41,8 Millionen Zuschauern.
In der DDR wurde er seit dem 28. Oktober 1988 beim Festival des sowjetischen Films gezeigt, danach aber mit vier weiteren Filmen verboten. In der Bundesrepublik wurde er seit dem 15. Juni 1989 als Kalter Sommer '53 in einzelnen Kinos aufgeführt (wahrscheinlich in der DEFA-Synchronisation).
Deutschsprachige Fernsehaufführungen gab es 2005 bei 3sat und 2007 im MDR.

## Auszeichnungen
- 1988 Allunionsfestival, Preis der Jury[5]
- 1989 Sowjetischer  Filmpreis Nika für den besten Spielfilm
- 1989 Internationales Filmfestival Gijón, Spanien, Preis
- 1989 Internationales Filmfestival Valencienne, Frankreich, Grand Prix
- Umfrage der Filmzeitschrift Sowjetski ekran , bester Film des Jahres 1988, bester Spauspieler des Jahres Waleri Prijomychow
- 1989 Staatspreis der UdSSR für die Schauspieler Waleri Prijomychow und Anatoli Papanow

## Kritiken
Im Lexikon des internationalen Films heißt es

„Ein Film, der über seine spannende Geschichte Trauer, Abscheu und Scham über Ungeist und Machtmißbrauch der Stalin-Ära zum Ausdruck bringt, aber auch Hoffnung auf die erneuernde Kraft moralischer und politischer Integration weckt.“